# 林知花
林 知花（はやし ともか、1982年4月17日 - ）は、ホリプロに所属していた元女優。本名同じ。身長161cm、スリーサイズB83、W58、H85。血液型O型。
埼玉県出身。1997年第1回「夏のお嬢さんコンテスト」グランプリ受賞。 テレビドラマ『GTO』で女子生徒・月島えりか役で注目を集めた。現在は女優を引退しているが、インスタグラムはやっている。https://www.instagram.com/tomoka417/
インスタグラムによると、既婚者で２児の母。

## 出演

### テレビドラマ
- せつない 第20話「アンライク・ア・バージン」（1998年、テレビ朝日）
- GTO（1998年、フジテレビ） - 月島えりか 役
- 熱血恋愛道蠍座のA型Boy （1999年、NTV） - 律子 役
- 金曜エンタテイメント「名探偵 明智小五郎4 吸血鬼」（1999年2月、フジテレビ） - 末永美奈 役
- 世にも奇妙な物語 春の特別編「友達登録」(2001年、フジテレビ) - ユカ 役
- ストロベリー・オンザ・ショートケーキ（2001年、TBS） - 水野妙子 役
- はみだし刑事情熱系 第7シリーズ第3話（2003年1月22日、テレビ朝日）
- 月曜ミステリー劇場
  - 「早乙女千春の添乗報告書14」（2003年） - 寺川美和 役
  - 「恋する京女将 音姫千尋の事件簿」（2003 - 2004年） - 豆花
- 松本清張ドラマスペシャル・黒の回廊（2004年3月23日、日本テレビ）

### テレビ番組
- ティーンズTV 科学タイムトンネル（NHK教育）

### 特撮
- 特捜戦隊デカレンジャー 第6話（2004年、テレビ朝日） - リドミハ星人カーサス(和崎宏美) 役

### 映画
- 死者の学園祭（2000年） - 小野治子 役
- ガラスの脳  （2001年） - 溝口恵子 役